# اچ‌ام‌اس ناروال (ان۴۵)
اچ‌ام‌اس ناروال (ان۴۵) (به انگلیسی: HMS Narwhal (N45)) یک زیردریایی بود که طول آن ۲۹۳ فوت (۸۹ متر) بود. این زیردریایی در سال ۱۹۳۵ ساخته شد.